# Баллод, Юлиан Юлианович
Юлиан (Иулиан) Юлианович Баллод (1874—1916) — русский военный деятель, полковник (1917). Герой Первой мировой войны, погиб в бою.

## Биография
Родился в крестьянской семье, общее образование получил  в Виленском техническом училище. В 1897 года после окончания Виленского пехотного юнкерского училища по II разряду произведён в подпрапорщики и выпущен в Малоярославский 116-й пехотный полк. 
В 1898 году произведён в подпоручики и переведён в  Усть-Двинский 179-й пехотный полк. В 1902 году произведён  в поручики и переведён во 2-й кадровый обозный батальон. В 1906 году произведён в штабс-капитаны и переведён в Прагский 58-й пехотный полк. 

С 1914 года участник Первой мировой войны, капитан, с 1916 года подполковник, батальонный командир Замосцкого 60-го пехотного полка, был ранен. Высочайшим приказом от 24 февраля 1915 года за храбрость награждён Георгиевским оружием: 
За то, что в бою 26 августа 1914 года у Повитенского леса, командуя ротой, шел впереди ее и когда рота, заняв опушку и проведя несколько часов под убийственным картечным, пулеметным и ружейным огнем противника из окопов в 400 шагах, почувствовала недостаток патронов, поднос коих прекратился, и противник стал наседать - сам стал подносить патроны
В 1916 году (старшинство 1917 года) произведён в полковники. 17 июня 1916 года погиб в бою. 

 
Высочайшим приказом от 17 декабря 1916 года  за храбрость был награждён орденом Святого Георгия 4-й степени: 
60-го пехотного Замосцского полка, убитому в бою с неприятелем, подполковнику Иулиану Баллоду за то, что в боях 23-го и 24-го мая 1916 года в район д.д. Пелжа-Уздцы, командуя 3-м батальоном названного полка, под сильнейшим артиллерийским, пулемётным, ружейным и бомбомётным огнём, атаковал со своим батальоном и последовательно овладел, не взирая на крайне упорную оборону и многократные контр-атаки противника, пятью сильно укреплёнными линиями его окопов, на самом важном участке позиции, что привело к прорыву всего неприятельского расположение и повлекло за собой очищение врагом сильной позиции и отступление его к городу Луцку

## Награды
- Орден Святого Станислава 3-й степени  (ВП 08.08.1904)
- Орден Святой Анны 3-й степени  (ВП 06.12.1909)
- Орден Святого Станислава 2-й степени  (ВП 03.02.1914)
- Орден Святого Владимира 4-й степени с мечами и бантом (ВП 18.02.1915)
- Орден Святой Анны 2-й степени с мечами (Мечи — ВП 24.04.1915)
- Георгиевское оружие (ВП 24.02.1915)
- Высочайшее благоволение (ВП 15.09.1916)
- Орден Святого Георгия 4-й степени (ВП 17.12.1916)